# 二子橋梁

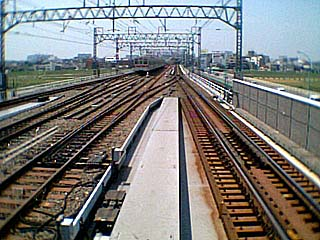
二子玉川駅ホームから鉄橋上を望む。中央の車両は引き上げ線に停車中の大井町線車両。

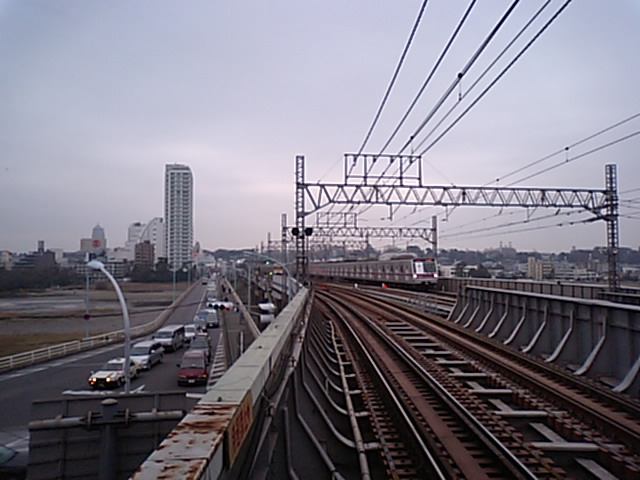
東急田園都市線二子新地駅ホームから見る二子橋（左）と二子橋梁。このように並行している。

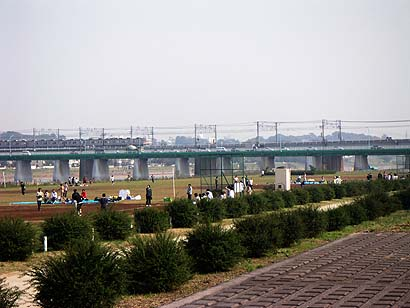
二子橋（手前の緑色の橋）と並行する東急田園都市線二子橋梁（右岸=川崎側より下流を望む）

二子橋梁（ふたごきょうりょう）は、多摩川下流およびその支流の野川に架かる東急電鉄の鉄道橋である。
東急田園都市線の二子玉川駅～二子新地駅間に位置し、東京都世田谷区玉川一丁目地先と神奈川県川崎市高津区瀬田地先の間を結んでいる。
二子橋側の桁には「田園都市線二子橋梁」の表記があり、ボルトが落下した際の東急電鉄プレスリリースにも「二子橋梁」と記載されている。

## 概要
1966年（昭和41年）に田園都市線が併用軌道だった二子橋から専用の鉄道橋に移されるのに伴い建設された（「歴史」で詳述）。
二子玉川駅のホームの約半分は鉄橋の上にある。また、同駅には大井町線も発着しているが、改良工事と配線の変更に伴い、1999年（平成11年）よりこの橋の上に同線の引き上げ線が2線設置され、2009年（平成21年）7月10日まで同線の二子玉川駅発着列車は橋の中央で停車して折り返し作業を行っていた。
建設時は複線橋梁であったが、田園都市線の複々線化工事に伴って大井町線の引き上げ線をそのまま溝の口駅方面へ延伸する形で複々線の橋梁となった。元々複々線にしうる構造だったのか、橋梁自体の架け替えは行われずに複々線化された。既に1999年から大井町線折り返し線のある部分は実質的に複々線であり、残部も2009年（平成21年）7月11日に複々線として開業した。
なお、この橋の下で多摩川と野川が合流する。

### 構造諸元
- 種別 - 鉄道橋
- 形式 - 開路上床ボックス型プレートガーダー橋[1]
- 橋長 - 440.4 m[1]
- 線数 - 複々線
- 竣工 - 1966年3月
- 位置 - 河口から17.6～17.8km

## 歴史
二子玉川～溝の口間は路面電車（軌道線）であった玉川線の支線（溝ノ口線）として開業したため、当初は並行する二子橋上を通っていた。これは二子玉川園～二子新地前間で道路に乗り入れて二子橋を走行することで多摩川を渡河するという鉄道道路併用橋の形態をとっていたものである。これは、溝ノ口線が大井町線に編入され、同区間が1945年（昭和20年）に一般的な鉄道車両が走行するようになったあとも同じであった。
しかし、自動車交通量が増加して電車の運行が交通渋滞の原因となった上、橋の活荷重の問題から道路上は単線であり、列車の増発にも問題となったことから、田園都市線が長津田駅まで延伸するのを機に線路を専用の橋梁に移すことになった。そこで建設されたのが本橋である。

### 年表
- 1965年（昭和40年）4月 - 着工
- 1966年（昭和41年）3月19日 - 竣工[2]
- 1999年（平成11年） - 田園都市線と大井町線の配線変更により内側を大井町線が使用するようになる。同時に同線の引き上げ線を使用開始。

## 周囲の橋
- 多摩川
  - （上流） - 小田急小田原線多摩川橋梁 - 東名多摩川橋 - 新二子橋 - 二子橋 - 東急田園都市線二子橋梁 - 多摩川橋（第三京浜道路） - 東急東横線多摩川橋梁 - 丸子橋 - （下流）
- 野川
  - （上流） - 吉沢橋 - 新二子橋 - 兵庫橋 - 二子橋 - 東急田園都市線二子橋梁 - 多摩川に合流（下流）